# The Plastic People of the Universe
The Plastic People of the Universe – czeski zespół undergroundowy, grający rocka symfonicznego i psychodelicznego, symbol czeskiej opozycji wobec władzy socjalistycznej.
Zespół założyli Milan Hlavsa, Josef Janíček, Jiří Kabeš i Jan Brabec we wrześniu 1968. Grupa przyjęła nazwę zaczerpniętą z tytułu piosenki Plastic People z albumu Absolutely Free Franka Zappy, inspirując się dodatkowo twórczością Andy Warhola.
Już na początku kariery władza prześladowała ich za obcojęzyczną nazwę i wykonywanie utworów muzyków angielskich i amerykańskich, takich jak The Velvet Underground czy Lou Reed. Po roku nakazano im zwrot sprzętu nagłaśniającego, który otrzymali z Centrum Kultury w Pradze. Kiedy w 1971 roku odmówili zmiany repertuaru, zaczęli mieć kłopoty z władzami – nie mogli występować na oficjalnych koncertach, a ich muzyka była nieobecna w mediach. Starano się także zmusić muzyków do obcięcia długich włosów.
W 1972 roku do zespołu dołączył freejazzowy saksofonista Vratislav Brabenec i wkrótce potem skrystalizowało się brzmienie zespołu oparte na połączeniu rocka psychodelicznego, jazzu i czeskiego folkloru.
Koncerty zespołu były pacyfikowane przez milicję, doszło nawet do tego, że w 1974 po występie w Rudolfowie koło Czeskich Budziejowic, zmotoryzowany oddział milicji, próbując rozpędzić zebranych, najeżdżał motorami i samochodami na publiczność.
W lutym 1976 roku, po jednym z nielegalnych, prywatnych występów, czterej muzycy grupy i wokalista zespołu DG 307 zostali aresztowani. Milicja przygotowała pokazowy proces „długowłosych chuliganów”. By ukazać ich w jak najgorszym świetle, zakazano im ścinania włosów w więzieniu, by w telewizji wyglądali na wandali. Wśród aresztowanych znalazł się charyzmatyczny menadżer zespołu i poeta, Ivan Martin Jirous. W czasie procesu obrońcy muzyków odwoływali się do literatury radzieckiej, w tym do Lenina, by ukazać ułomność administracji. Proces był impulsem dla całej opozycji, która solidaryzując się z zatrzymanymi muzykami, w grudniu 1976 r. zaczęła zbierać podpisy pod deklaracją znaną jako Karta 77.
Milana Hlavsę na skutek nacisków społecznych zwolniono jeszcze przed procesem, a pozostałym muzykom złagodzono wyroki.
By uniknąć kolejnych aresztowań za chuligaństwo, zespół rozpoczął występy w wiejskich posesjach prywatnych. W taki właśnie sposób doszło do słynnego występu w domu Václava Havla w Hradeczku, w kwietniu 1978 roku. Zarejestrowany wtedy materiał, posłużył do wydania płyty „Egon Bondy’s Happy Hearts Club Banned”, składającej się z tekstów kontrowersyjnego poety i filozofa Egona Bondego.
Płyty zespołu ukazywały się oficjalnie jedynie za granicą, „Egon Bondy's Happy Hearts Club Banned” wytłoczono w Irlandii, a wydano we Francji. Do Czechosłowacji płyty trafiały tak zwanym systemem „na Bacha”, polegającym na oklejaniu płyt mylnymi okładkami.
Kapelę, poza kontrowersyjnym – jak na owe czasy – wyglądem i tekstami, cechowała również nietypowa aranżacja sceny na czas występów. W czasie jednego z koncertów wywiesili na sznurkach dziesiątki wędzonych śledzi. Często zaczynali występy utworem „Podwieczorek”, który składał się na zwykły posiłek na scenie, przerywany krótkim motywem instrumentalnym.
Zespół nagrał w sumie 8 płyt, instrumentację do noweli „Jak będzie po śmierci” Ladislava Klímy i udźwiękowili „Pasje wielkanocne”.
W ramach represji domy, w których występował zespół były niszczone; dom nieopodal Czeskiej Lipy spalono trzy tygodnie po ich występie, a dom w Rychnowie po przejęciu przez państwo, jeszcze przed całkowitą wyprowadzką mieszkańców, został wysadzony w powietrze. Zarówno Milana Hlavsę, jak i innych członków zespołu wielokrotnie przesłuchiwano i bito. Do wyjazdu z Czechosłowacji zmuszono jednego z muzyków – Vratislava Brabenca. Na skutek represji zespół ostatecznie zaprzestał działalności w 1986 r.
Po rozwiązaniu The Plastic People of the Universe Milan Hlavsa założył grupę Půlnoc, a Ivan Jirous podziemne pismo „Vokno”. Ten ostatni spędził w sumie osiem lat w więzieniach i został zwolniony jako jeden z ostatnich więźniów politycznych w grudniu 1989 roku.
Po upadku komunizmu grupa Půlnoc wystąpiła wspólnie z Lou Reedem, i to trzykrotnie, m.in. w Białym Domu przed prezydentami Czech i USA. W 1997 roku nastąpiła na krótko reaktywacja The Plastic People of the Universe, jednak muzycy nie mogli się zgodzić co do nowego repertuaru – Hlavsa pragnął iść w stronę techno.
W listopadzie 1999 roku po raz pierwszy wystąpili w Polsce, uświetniając obchody 10. rocznicy Festiwalu Kultury Czeskiej we Wrocławiu.

## Dyskografia
- Muž bez uší (1969-72)
- Vožralej jak slíva (1973-75)
- Egon Bondy’s Happy Hearts Club Banned (1974)
- Ach to státu hanobení (1976-77)
- Pašijové hry velikonoční (1978)
- Jak bude po smrti (1979)
- Co znamená vésti koně (1981)
- Kolejnice duní (1977–82)
- Hovězí porážka (1983–84)
- Půlnoční myš (1985–86)
- Bez ohňů je underground (1992–93)
- The Plastic People of the Universe (1997)
- For Kosovo (1997)
- 10 let Globusu aneb underground v kostce (2000)
- Milan Hlavsa – Než je dnes člověku 50 – poslední dekáda (2001)
- Líně s tebou spím – Lazy Love/ In Memoriam Mejla Hlavsa (2001)
- Pašijové hry/ Passion Play (with Agon Orchestra) (2004)
- Do lesíčka na čekanou (2007)
- Magor’s Shem (40 Year Anniversary Tour PPU 1968-2008) (2008)
- Maska za maskou (2010)